# Đường Văn Cao, Hà Nội

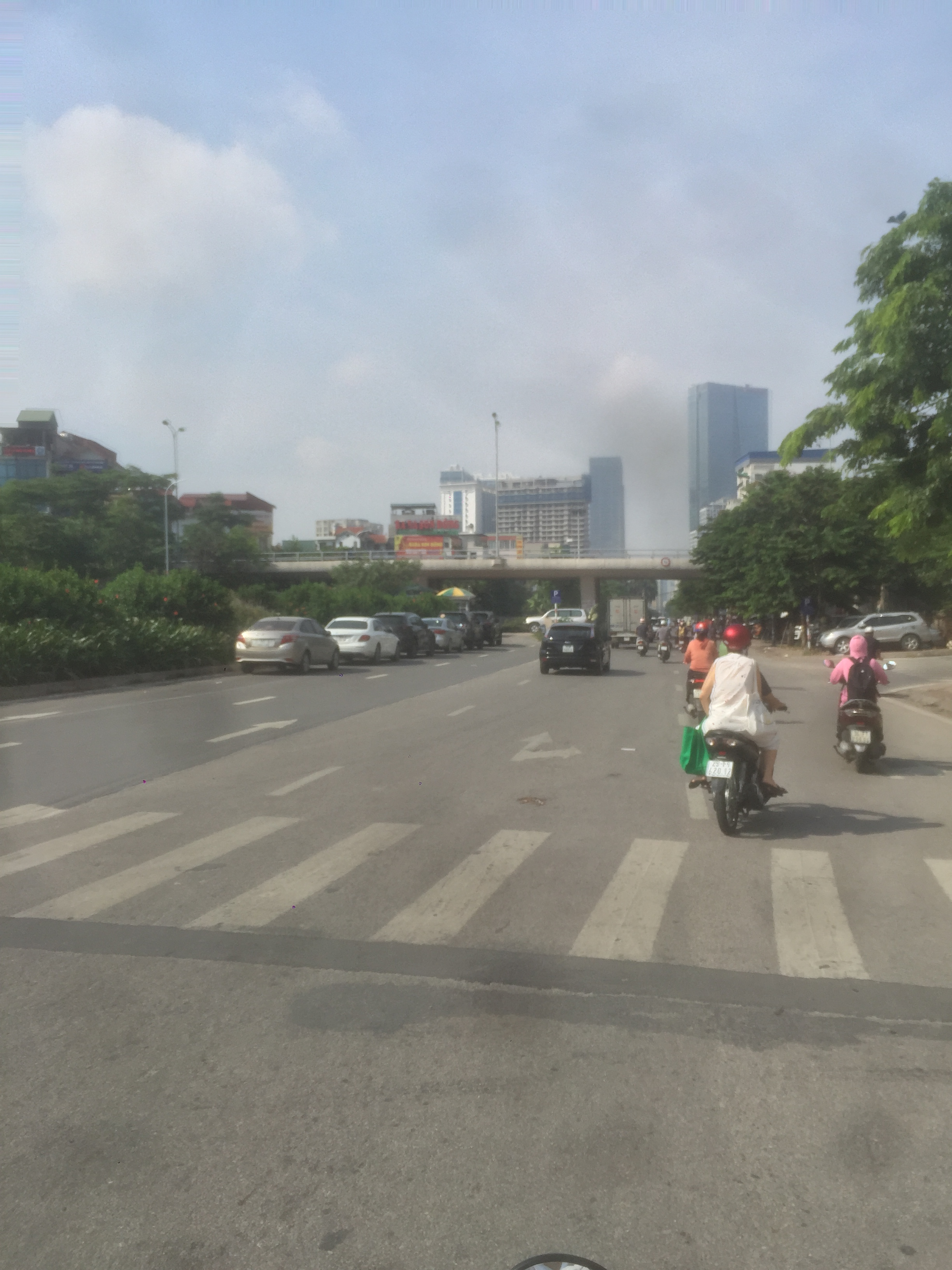
Hình ảnh Đường Văn Cao, Hà Nội

Đường Văn Cao là một tuyến đường dài khoảng 1 km từ đường bờ phía nam hồ Tây (chỗ giáp ranh ngã ba Nguyễn Đình Thi - Trích Sài), xuyên qua các phố Thụy Khuê, Hoàng Hoa Thám đến đường Liễu Giai, thuộc phường Thụy Khuê, quận Tây Hồ và phường Liễu Giai, quận Ba Đình, thành phố Hà Nội. Đây còn là một trong những tuyến đường đẹp nhất của thủ đô. Đường được đặt theo tên của cố nhạc sĩ Văn Cao, người sáng tác ra Quốc ca Việt Nam.
Đường Văn Cao được chia làm hai làn đường lớn, được ngăn cách bởi một dãy vườn hoa khá rộng, bằng 1/3 chiều rộng đoạn đường, tới gần nút ngã tư Văn Cao- Liễu Giai- Đội Cấn thì thu hẹp lại, nhưng từ năm 2021 trở đi thì dải phân cách đã được thu hẹp lại.

## Đặt tên
Sau 10 năm kể từ ngày nhạc sĩ Văn Cao - người sáng tác bài hát "Tiến quân ca" - quốc ca Việt Nam qua đời (10 tháng 7 năm 1995 - 10 tháng 7 năm 2005), Hà Nội dự định sẽ gắn biển tên ông cho một tuyến đường mới ở quận Ba Đình: đường Văn Cao. Thông tin này đã được ông Nguyễn Quốc Triệu, Chủ tịch Uỷ ban nhân dân thành phố trực tiếp thông báo với gia đình cố nhạc sĩ.
Bà Thúy Băng, vợ cố nhạc sĩ xúc động nói: "Thủ đô Hà Nội đặt tên đường (phố) Văn Cao hơi muộn hơn so với nhiều thành phố khác. Nhưng việc tên ông được gắn trên đường phố Thủ đô vào đúng dịp 60 năm Cách mạng tháng Tám và Quốc khánh 2/9, cũng là 60 năm ngày bài hát Tiến quân ca ra đời mang một ý nghĩa sâu sắc, là một niềm vui lớn cho cả gia đình chúng tôi".
Trước khi đặt tên đường Văn Cao ở thủ đô, rất nhiều tỉnh thành đã đặt tên tuyến đường Văn Cao. 1 năm sau ngày Văn Cao mất, thành phố Hải Phòng - nơi sinh ra cố nhạc sỹ, đã đặt tên ông cho một con phố rất đẹp ở quận Ngô Quyền. Huế có phố Văn Cao ở phường Xuân Phú. Đà Nẵng có phố Văn Cao ở quận Thanh Khê. Thành phố Hồ Chí Minh, đô thị lớn nhất nước và Nam Định - quê hương của nhạc sỹ đều đã có phố mang tên ông.

## Dự án đường Văn Cao - Hồ Tây
Dự án xây dựng đường Văn Cao – Hồ Tây ngoài việc phục vụ giao thông còn có một ý nghĩa quan trọng khác là tạo thêm một không gian, một cảnh quan Hồ Tây mới cho Hà Nội.
Để ra được đến Hồ Tây, Sở Giao thông công cộng Hà Nội sẽ phải mở một con đường có chiều dài 300m đi qua hai tuyến phố Hoàng Hoa Thám và Thụy Khuê, với tổng mức đầu tư trên 380 tỷ đồng.
Tháng 5 năm 2010, Uỷ ban nhân dân Hà Nội đã dừng dự án trên.. Tuy nhiên đến tháng 5 năm 2020, tức là sau 10 năm tạm dừng, dự án tiếp tục được triển khai và hoàn thành sau 3 tháng thi công.

## Các tuyến xe buýt đi qua
- Tuyến 09A: Bờ Hồ - Khu liên cơ quan sở ngành Hà Nội (hết đường)
- Tuyến E05: Hết đường